# Fernando Alessandri

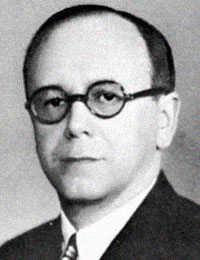
Fernando Alessandri

Fernando Alessandri Rodríguez (* 21. Mai 1897 in Santiago de Chile; † 27. März 1982) war ein chilenischer Politiker.

## Werdegang
Fernando Alessandri war Sohn des Präsidenten Arturo Alessandri. 1946 kandidierte er selbst bei den Präsidentschaftswahlen vom 4. September 1946 für das Mitte-rechts-Lager. Er erhielt 27,42 % der Stimmen und kam damit nach Gabriel González Videla (40,23 %) und Eduardo Cruz-Coke (29,81 %) auf den dritten Platz in der Wählergunst. Von 1950 bis 1958 war er Präsident des chilenischen Senats.

## Ehrungen
- 1955: Großkreuz des Verdienstordens der Italienischen Republik
- 1958: Großkreuz des Verdienstordens der Bundesrepublik Deutschland